# TOI TOI & DIXI Sanitärsysteme
Die  TOI TOI & DIXI Sanitärsysteme GmbH ist Teil der global agierenden TOI TOI & DIXI Group GmbH und bietet mobile Sanitär- und Raumlösungen in Deutschland an.

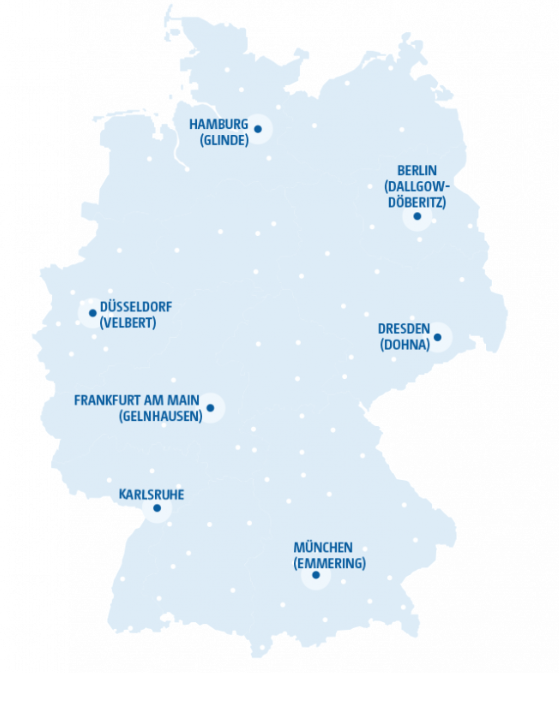
Standortkarte Deutschland TOI TOI & DIXI

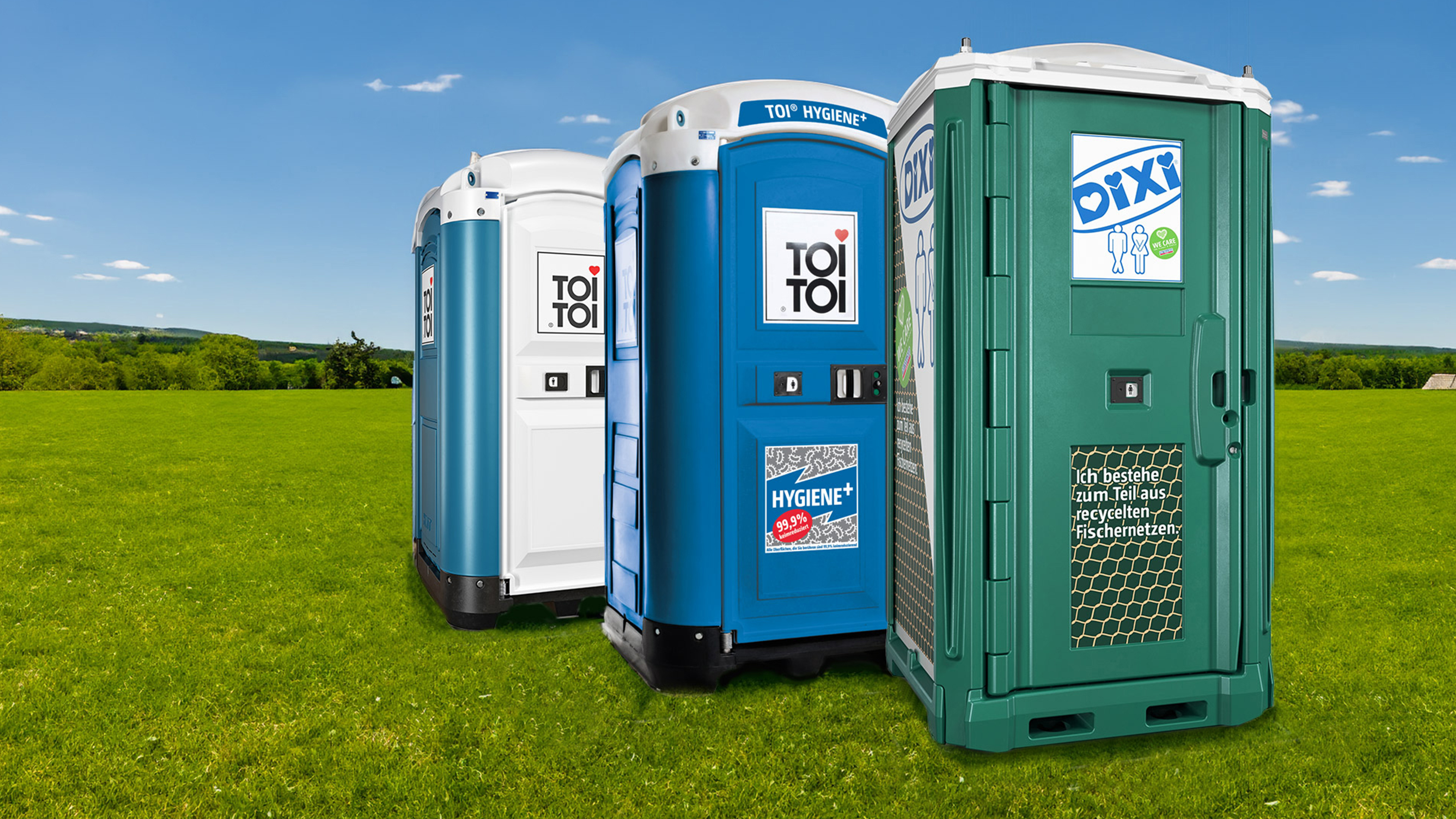
3 beispielhafte Produkte aus dem Sortiment von TOI TOI & DIXI

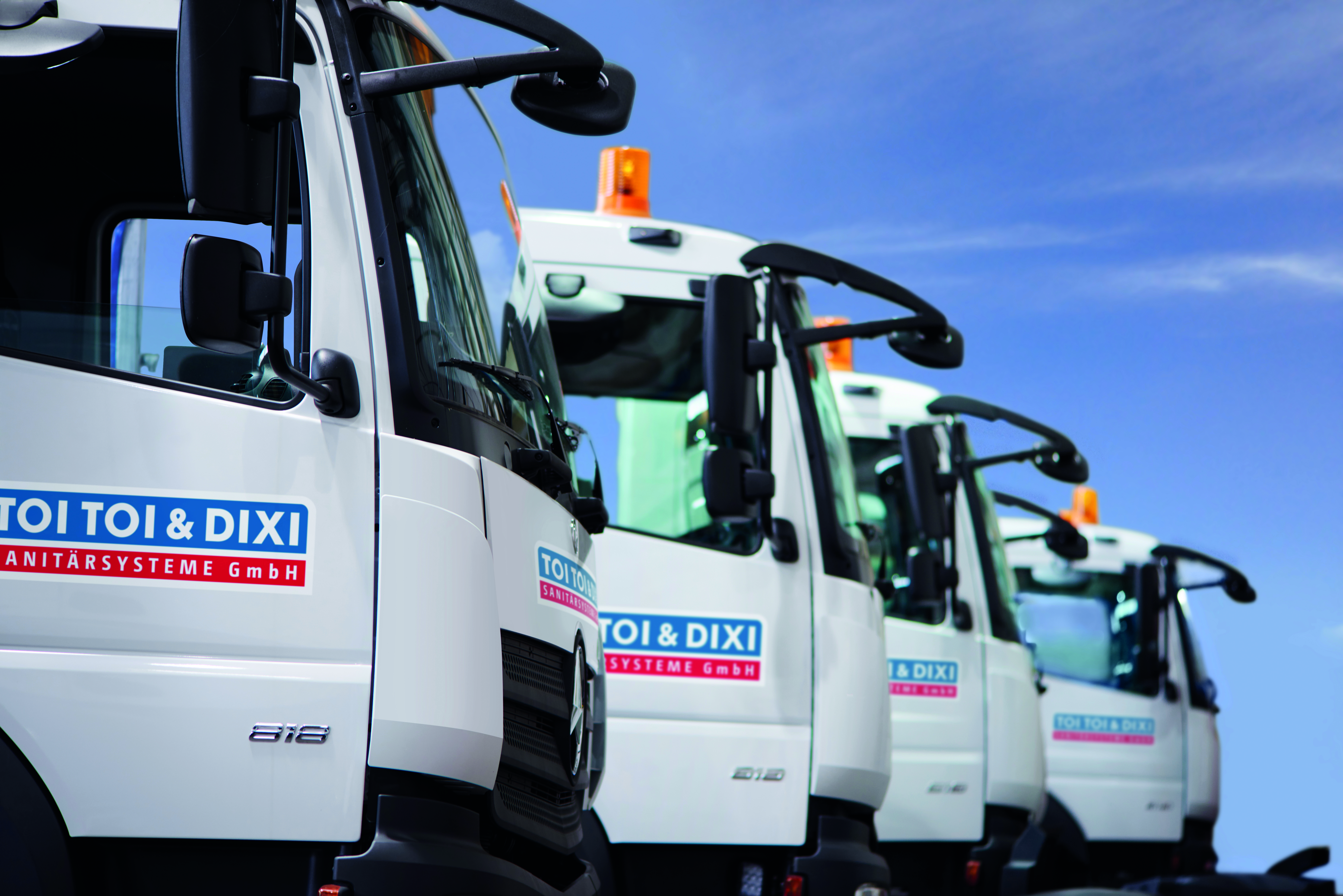
Ausschnitt aus dem Fuhrpark von TOI TOI & DIXI

## Unternehmen
Die Gesellschaften der TOI TOI & DIXI Sanitärsysteme GmbH sind eng in die Struktur der international tätigen TOI TOI & DIXI Group GmbH eingebunden. Diese weltweit operierende Unternehmensgruppe ist in 31 Ländern vertreten. Insgesamt umfasst ihr Bestand rund 435.000 Toilettenkabinen und 33.000 Container (Stand 2023).

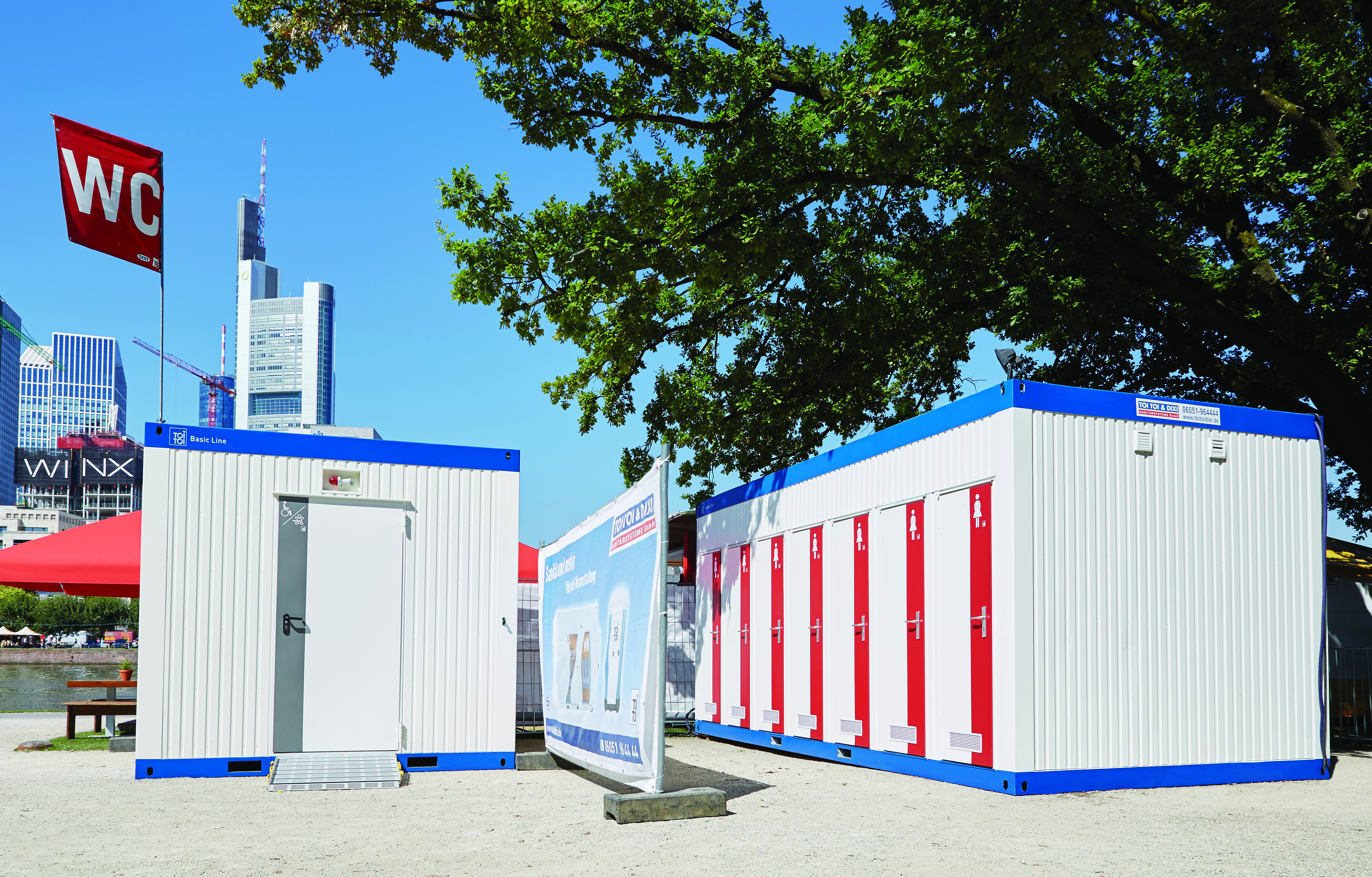
Sanitärcontainer von TOI TOI & DIXI

In Deutschland bestehen 105 Servicestellen. Sie betreiben mehr als 165.000 mobile Toilettenkabinen und rund 17.100 Sanitär- und Raumcontainer (Stand 2023). Das Leistungsspektrum umfasst die Bereitstellung, Lieferung, Installation, regelmäßige Reinigung und  Entsorgung der mobilen Einheiten. Je nach Einsatzgebiet kommen  Toilettenkabinen, Sanitärcontainer, Toilettenwagen und Abwassertanks zum Einsatz. Zusätzlich werden Raumcontainer für temporäre Arbeits- und Aufenthaltsräume sowie Sicherungszäune für Veranstaltungen und Baustellen angeboten.

## Geschichte
Die Wurzeln des Unternehmens reichen bis in das Jahr 1973 zurück, als Fred Edwards, ein US-Amerikaner, in Essen die Firma Port San Ser gründete. Während seiner Stationierung in Deutschland etablierte er dort die Idee der mobilen Toilette. Unter der Marke DIXI führte er Toilettenkabinen auf dem deutschen Markt ein und war zunächst der einzige Anbieter in Deutschland, der sowohl die Vermietung als auch die Reinigung mobiler Toiletten übernahm.
1983 wurde die Marke TOI TOI von Harald Müller in Wiesbaden ins Leben gerufen, die ebenfalls auf mobile Sanitärsysteme spezialisiert war. Die Fusion der beiden Unternehmen erfolgte 1997, und sie schlossen sich unter dem gemeinsamen Namen TOI TOI & DIXI zusammen. Mit der Integration in die global operierende ADCO-Gruppe wurde der Weg für weiteres Wachstum geebnet. Seitdem existieren die Marken TOI TOI und DIXI nebeneinander und repräsentieren gemeinsam das Angebot der Unternehmensgruppe.
Im Jahr 2019 übernahm der Finanzinvestor Apax Partners die Mehrheitsbeteiligung an der damaligen Muttergesellschaft ADCO Umweltdienste GmbH. Zwei Jahre später, erhielt das Unternehmen seinen heutigen Namen TOI TOI & DIXI Group GmbH.